# トゥルア
トゥルア（Tuluá）は、コロンビアのバジェ・デル・カウカ県にある都市。人口は22万1684人（2019年）。カリの北100㎞に位置している。

## 概要
トゥルアはバジェ・デル・カウカ県北東部で最も大きな都市であり、地域の商業的中心地として機能している。バジェ大学のサテライトキャンパスやプロサッカークラブコルトゥルアのホームスタジアムなどが立地している。
市街地は標高900m付近だが、東に向かって高地となっており最高地点は3000mに達する。標高によって気温や降水量は大きく異なるため、多種多様な農産物が生産されている。具体的にはサトウキビ、カカオ、バナナが平野部で、小麦、大麦、野菜が高地で栽培されている。

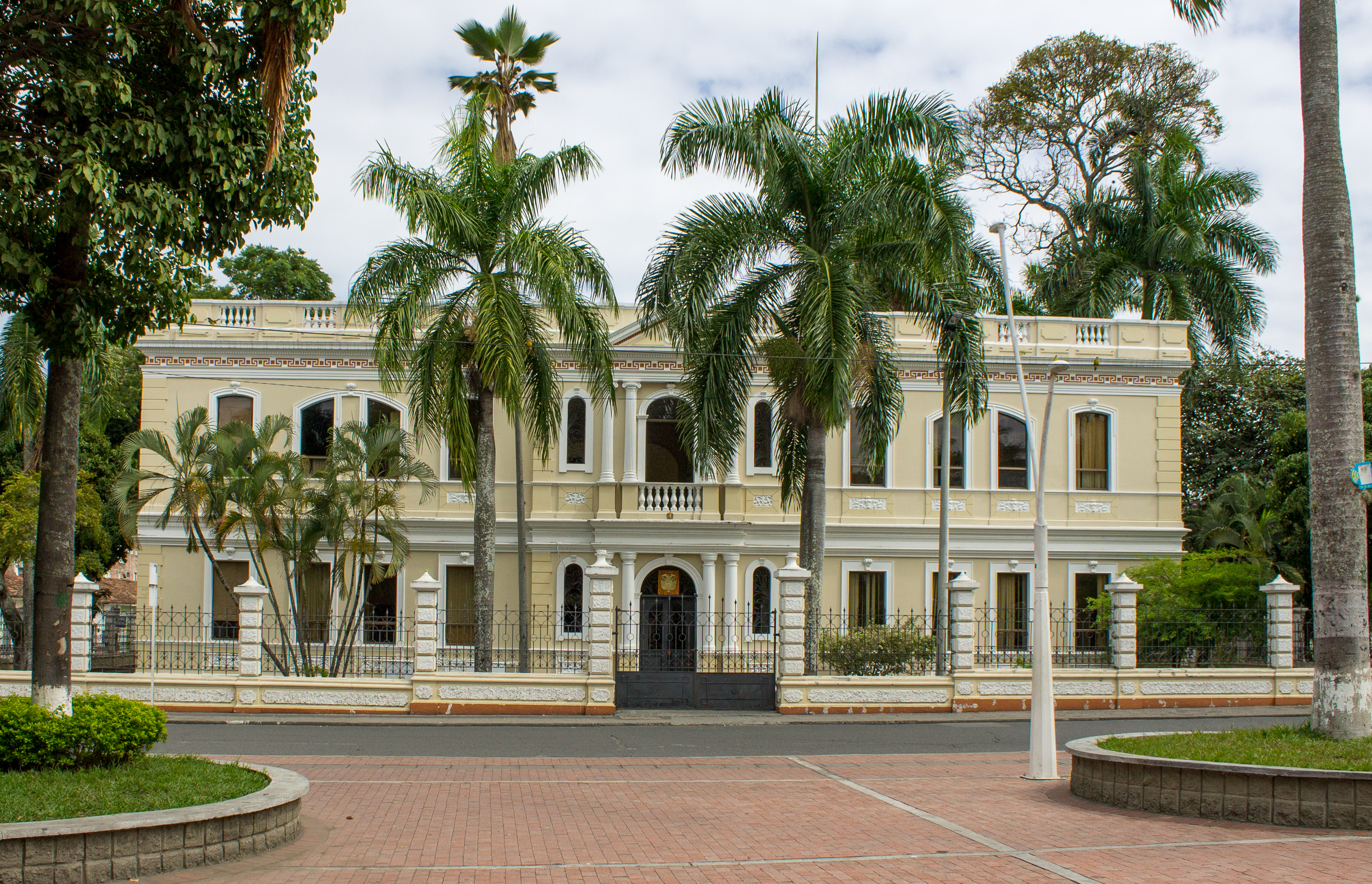
裁判所
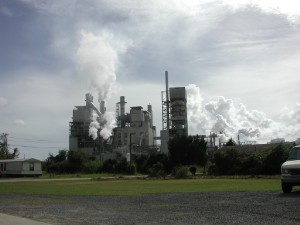
砂糖精製所
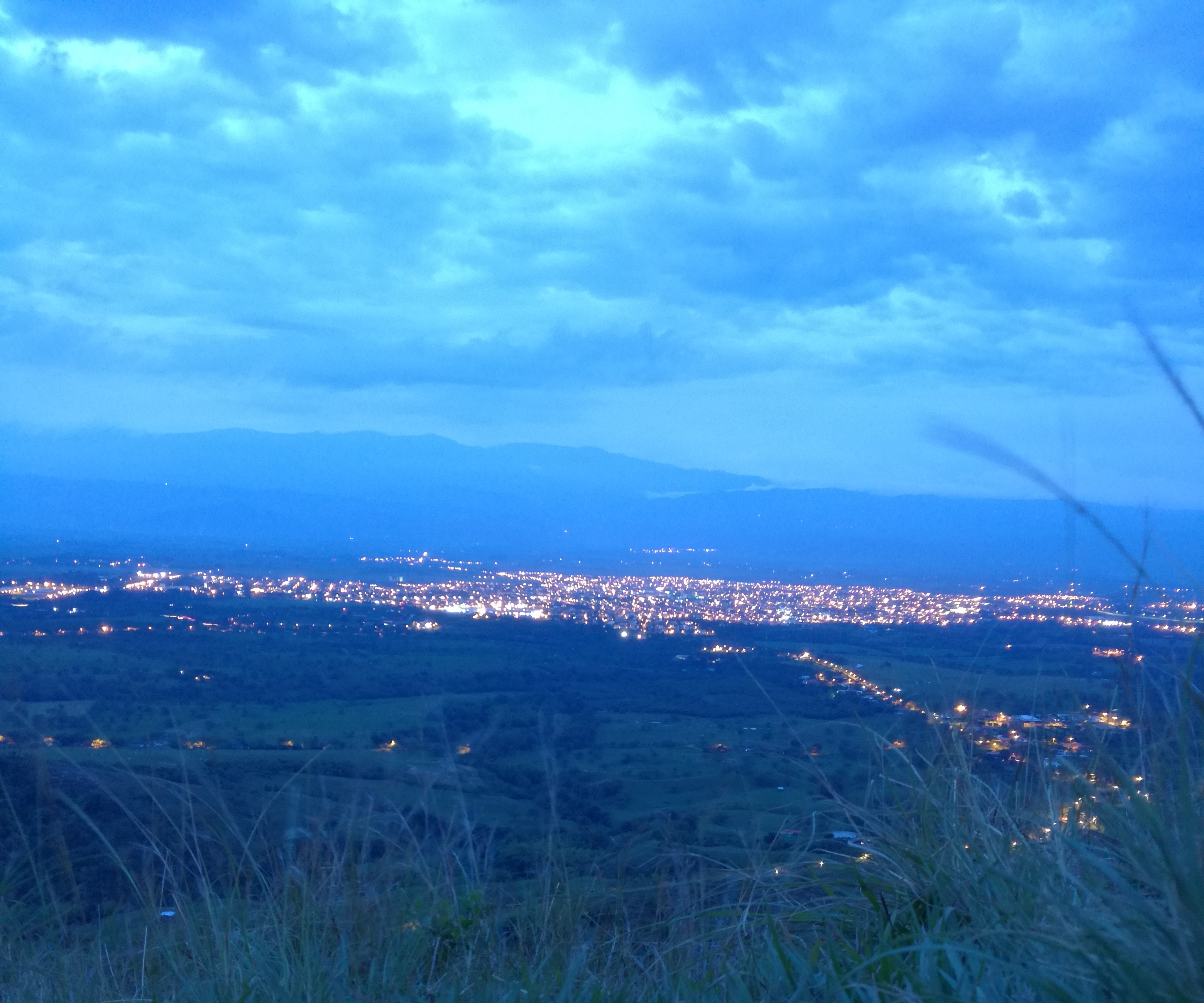
夜景